# Khadījah Jahamī
Khadījah Jahamī, född 1921, död 1996, var en libysk feminist, författare och radiopersonlighet.  
Hon var en av pionjärerna inom den libyska kvinnorörelsen. Hon var dotter till en poet i tidningsbranschen. Hon fick som få libyska flickor gå i skola. Hon engagerade sig tidigt i kritiken mot den italienska kolonialmakten. Hon var sjukvårdare under andra världskriget. 
Hon studerade i Egypten och återvände till Libyen 1956, då hon blev Libyens andra kvinnliga radiouppläsare. Hon författade dikter och sångtexter och grundade Libyens första barntidning. Hon organiserade 1970 Libyens kvinnoföreningar i den enade paraplyorganisationen General Women's Union in Libya, och blev dess ordförande.